# جودي توماس
جودي توماس (بالإنجليزية: Jodi Thomas)‏ (1950، أماريلو في الولايات المتحدة)؛ روائية أمريكية.